# 千秋町加納馬場
千秋町加納馬場（ちあきちょうかのうまんば）は、愛知県一宮市の地名。「かのうばば」とも読むという。

## 地理

### 字一覧
- 井ノ上西（いのうえにし）[WEB 6]
- 魚目（うおめ）[WEB 6]
- 梅塚（うめつか）[WEB 6]
- 梅ノ木（うめのき）[WEB 6]
- 大塚（おおづか）[WEB 6]
- 大山（おおやま）[WEB 6]
- 河田（かわだ）[WEB 6]
- 北高砂（きたたかす）[WEB 6]
- 米野（こめの）[WEB 6]
- 郷内（ごうない）[WEB 6]
- 郷東（ごうひがし）[WEB 6]
- 郷前（ごうまえ）[WEB 6]
- 五反畑（ごたんばた）[WEB 6]
- 五台戸（ごだいど）[WEB 6]
- 三本木（さんぼんぎ）[WEB 6]
- 清水（しみず）[WEB 6]
- 城際（しろぎわ）[WEB 6]
- 神明戸（しんめいど）[WEB 6]
- 高須（たかす）[WEB 6]
- 長福寺（ちようふくじ）[WEB 6]
- 寺西（てらにし）[WEB 6]
- 出口（でくち）[WEB 6]
- 長塚（ながつか）[WEB 6]
- 西切（にしきり）[WEB 6]
- 野際（のきわ）[WEB 6]
- 東切（ひがしきり）[WEB 6]
- 松下（まつした）[WEB 6]
- 村前（むらまえ）[WEB 6]
- 柳越（やなぎごし）[WEB 6]
- 柳林（やなぎばやし）[WEB 6]

### 河川・池沼
- 五条川

### 交通
- 名鉄犬山線
- 愛知県道63号名古屋江南線
- 愛知県道171号小折一宮線
- 愛知県道157号小口岩倉線

### 施設
- 津島神社
- 一宮市立千秋東小学校
- 法光寺
- 願永寺
- 長福寺廃寺跡

尾張地方最古と推定される寺院跡。

## 歴史

### 地名の由来
長福寺の本尊である観音像に由来し、後に「加納」の表記となったという説と、尾張国地名考には「川沼」の表記が「加納」となったとする。

### 沿革
- 1877年（明治10年） - 亀石学校が設置される[1]。
- 1887年（明治20年） - 亀石学校は尋常小学加納馬場学校となる[1]。
- 1889年（明治22年） - 加納馬場村は合併に伴い、幼村大字加納馬場となる[1]。
- 1906年（明治39年） - 千秋村大字加納馬場となる[1]。
- 1955年（昭和30年）4月 - 一宮市千秋町加納馬場となる[1]。
- 1980年（昭和55年） - 一部が江南市千秋町加納馬場となる[1]。
- 1982年（昭和57年） - 江南市千秋町加納馬場が同市小郷町・田代町となる[1]。

### 人口の変遷
国勢調査による人口および世帯数の推移。
| 2000年（平成12年） | 984世帯 3236人  |  |
| 2005年（平成17年） | 1152世帯 3464人 |  |
| 2010年（平成22年） | 1210世帯 3537人 |  |
| 2015年（平成27年） | 1267世帯 3650人 |  |
| 2020年（令和2年）  | 1361世帯 3719人 |  |

### WEB
1. ↑  “愛知県一宮市の町丁・字一覧”.   人口統計ラボ. 2024年4月20日閲覧。
2. 1 2  総務省統計局 (2022年2月10日). “令和2年国勢調査の調査結果(e-Stat) - 男女別人口，外国人人口及び世帯数－町丁・字等” (CSV). 2023年8月2日閲覧。
3. ↑  “読み仮名データの促音・拗音を小書きで表記するもの(zip形式) 愛知県” (zip).   日本郵便 (2024年2月29日). 2024年3月26日閲覧。
4. ↑  “市外局番の一覧” (PDF).   総務省 (2022年3月1日). 2022年3月22日閲覧。
5. ↑  “ナンバープレートについて”.   一般社団法人愛知県自動車会議所. 2024年1月21日閲覧。
6. 1 2 3 4 5 6 7 8 9 10 11 12 13 14 15 16 17 18 19 20 21 22 23 24 25 26 27 28 29 30  “愛知県一宮市千秋町加納馬場の住所一覧”.   ゼンリン. 2024年7月22日閲覧。
7. ↑  総務省統計局 (2014年5月30日). “平成12年国勢調査の調査結果(e-Stat) - 男女別人口及び世帯数 －町丁・字等” (CSV). 2021年7月20日閲覧。
8. ↑  総務省統計局 (2014年6月27日). “平成17年国勢調査の調査結果(e-Stat) - 男女別人口及び世帯数 －町丁・字等” (CSV). 2021年7月21日閲覧。
9. ↑  総務省統計局 (2012年1月20日). “平成22年国勢調査の調査結果(e-Stat) - 男女別人口及び世帯数 －町丁・字等” (CSV). 2021年7月21日閲覧。
10. ↑  総務省統計局 (2017年1月27日). “平成27年国勢調査の調査結果(e-Stat) - 男女別人口及び世帯数 －町丁・字等” (CSV). 2021年7月21日閲覧。

### 書籍
1. 1 2 3 4 5 6 7 8 9 10  「角川日本地名大辞典」編纂委員会 1989, p. 396.